# Vanden Plas (carrosseriebouw)

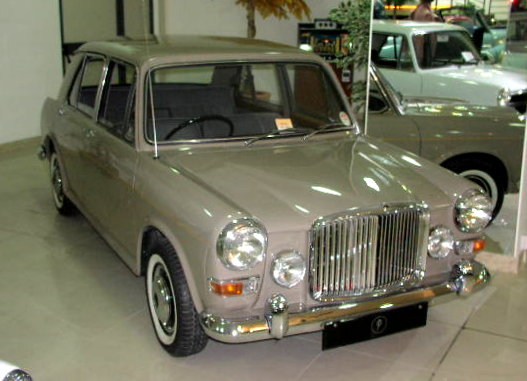
Voorzijde Vanden Plas Princess 1100

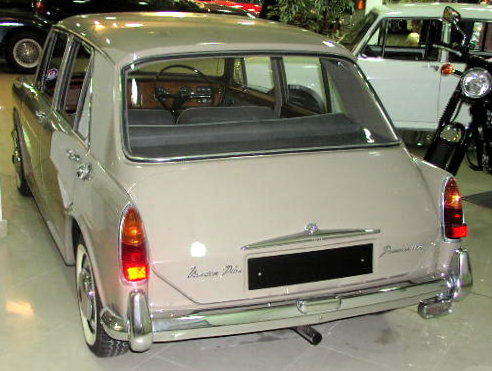
Achterzijde Vanden Plas Princess 1100

Vandenplas is een Britse bouwer van carrosserieën voor automobielen.

## Geschiedenis
Van origine was Vanden Plas in de 19e eeuw een succesvolle rijtuigbouwer in België, met meerdere filialen, waarvan de belangrijkste in Brussel, Antwerpen en Gent. In de hoogtijdagen van de automobielontwikkeling, medio jaren twintig van de twintigste eeuw, werd een werkplaats geopend in Londen. Tot aan de Tweede Wereldoorlog bouwde Vanden Plas vele carrosserieën op basis van onder meer Rolls Royce, Bentley en Daimler. 
Na de Tweede Wereldoorlog werd Vanden Plas overgenomen door Austin. Austin wilde Vanden Plas positioneren als luxe tegenhanger van de concurrenten Wolseley 25 HP en Humber Imperial.
Van 1946 tot 1963 werd een groot deel van het plaatwerk van Rolls Royce bij Vanden Plas vervaardigd. De komst van de nieuwe Silver Shadow MK1 en de overstap van Rolls Royce naar Pressed Steel (ook onderdeel van BMC) deed een belangrijke inkomstenbron voor Vanden Plas opdrogen.
In 1960 werd Vanden Plas een apart merk toen de luxe, op Austin gebaseerde Vanden Plas Princess werd gepresenteerd. Vanaf 1964 bouwde men tevens de Vanden Plas 1100 op basis van de Austin Glider. Het merk viel vooral op door zijn luxueuze afwerking met hout en leder. De Princess R uit 1965 gebruikte een 3,9 liter motor van Rolls Royce.
De rol van Vanden Plas als luxemodel in de stal van Austin werd in 1965 na verschillende fusies overgenomen door Daimler. Vanden Plas werd binnen het BMC/BL concern gebruikt om een aantal auto's een luxueus en bijzonder cachet te geven, het kreeg daarmee een vergelijkbare rol als Ghia bij Ford.
In 1967 verscheen de BMC ADO16-versie Vanden Plas 1300, die in 1973 het enige model werd. De laatste Vanden Plas, de 1500, was een luxe uitvoering van de Austin Allegro. Het merk maakte voorts carrosserieën voor Daimler en Jaguar. In 1979 werd de productie overgebracht van Londen naar MG in Abingdon. In 1980 verdween het merk.

## Bekende modellen
- De grote Austin Sheerline werd als Vandenplas en later Vanden Plas Princess verkocht.
- De Austin A 105 Westminster werd ook als Vanden Plas-versie geleverd, waardoor de A 105 vreemd genoeg een protserige Amerikaanse uitstraling kreeg.
- De Vanden Plas-versie van de door Farina ontworpen Austin A110 Westminster en Wolseley 6/110 was de Vanden Plas 4Litre R. Deze was uitgevoerd met een 4 liter 6 cilinder kop/zijklepper van de motorenfabriek Rolls Royce. Deze auto kostte in Nederland in 1965 ƒ 38.180,-.
- Er was ook een Vanden Plas op basis van de bekende Austin Glider-carrosserie.
- Er waren zelfs Vanden Plas Allegro's op basis van de Austin Allegro. Hiervan zijn er in totaal drie (niet verwonderlijk vanwege de hoge verkoopprijs, ƒ 32.000,- in 1975) naar Nederland geëxporteerd (dus linkse besturing, snelheidsmeter in km etc.), en jarenlang heeft een van die drie auto's bij het Nationaal Automobielmuseum in Raamsdonksveer gestaan.
- De naam Vanden Plas werd tot voor kort nog wel gebruikt op enkele types Rovers en Daimlers om het luxe uitrustingsniveau aan te geven.

## Trivia
- Het Nederlandse Koningshuis had een A125 Sheerline met Nederlandse (Pennock) carrosserie.
- Vanden Plassen werden in de jaren vijftig gebruikt als begrafeniswagen en als ambulance.